# 에스키모쇠부리도요

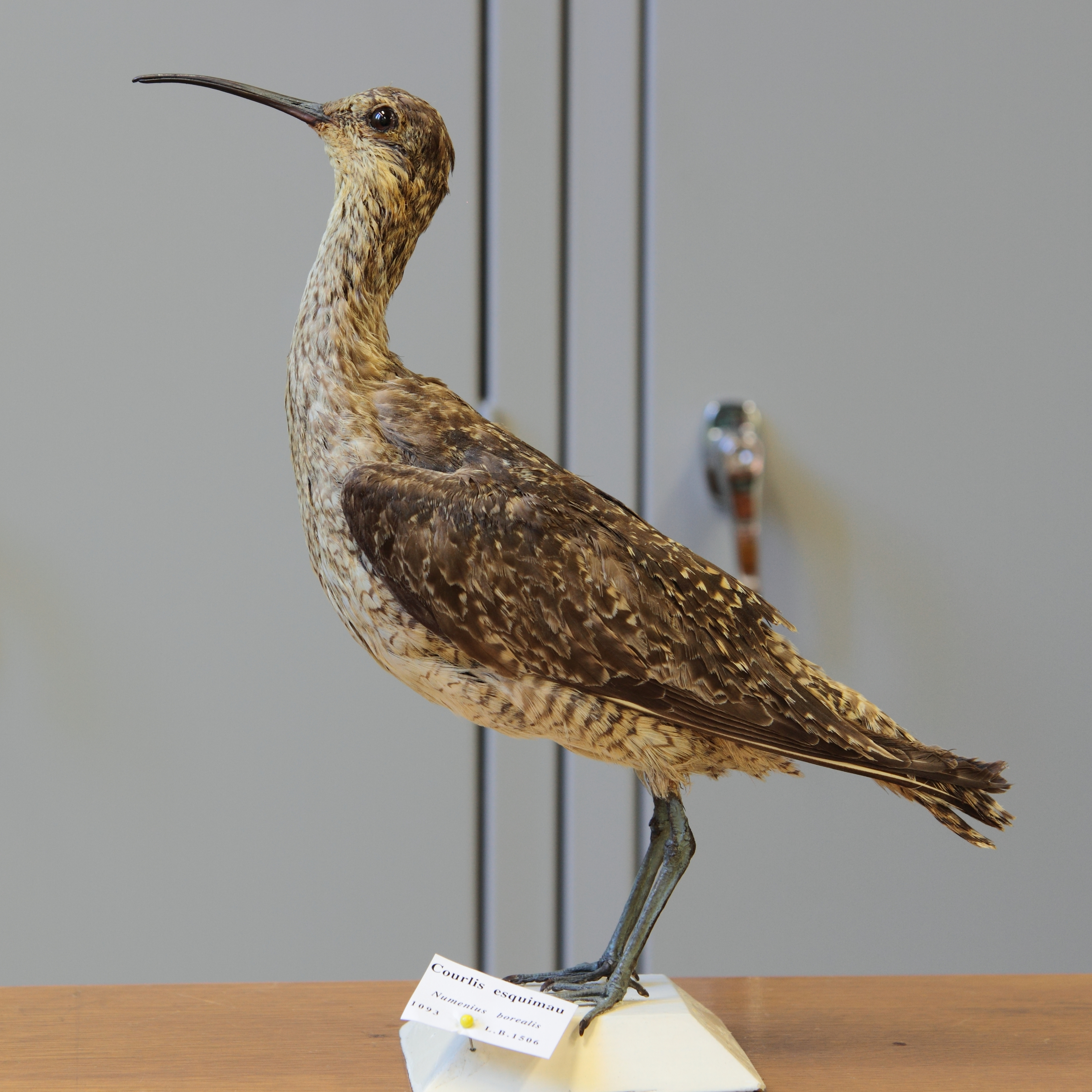

에스키모쇠부리도요(Eskimo curlew, Numenius borealis, northern curlew)는 도요과에 속하는 마도요속의 종이다. 현재 에스키모쇠부리도요는 멸종 가능성이 있는 것으로 간주된다. 이 새의 길이는 대략 30 센티미터에 이르며 곤충과 베리류를 주로 먹는다.
이 종은 수많은 총칭이 있다. prairie pigeon, fute, little curlew, doe-bird, doughbird로도 부른다. 마지막 2개의 이름은 초기에 남쪽으로 이주하는 동안 살이 찐 데에서 비롯된 이름이다.
이 종은 1772년 Johann Reinhold Forster에 의해 기술되었다.